# Quintetto per clarinetto e archi (Brahms)
Il Quintetto per clarinetto e archi in si minore, opus 115, di Johannes Brahms fu composto rapidamente, nello stesso periodo in cui compose il Trio op. 114, nel corso della primavera e dell'estate del 1891 a Bad Ischl dove il compositore soggiornava come aveva già fatto l'anno precedente.

## Storia
Le due partiture dovevano essere scritte a titolo privato, per la corte ducale di Meiningen (con Richard Mühlfeld, per la parte del clarinetto, ed il quartetto Joachim per gli archi). 
La critica aveva già espresso la sua approvazione senza riserve.

## Struttura
L'opera è formata da quattro movimenti:
1. Allegro, in si minore, in 6/8
2. Adagio, in si maggiore, in 3/4
3. Andantino, in re maggiore, in 4/4
4. Finale, Con moto,in si minore, in 2/4

Durata dell'esecuzione: circa 36 minuti.